# Bédélia
Bédélia — семейство французских автомобилей мотоциклетного типа, относящееся к классу циклокаров. Производились с 1910 по 1925 год компанией Bourbeau et Devaux Co. Всего было выпущено около 2000 машин, на 2010 год в рабочем состоянии известно 6 автомобилей. Название автомобили получили по первым буквам фамилий создателей — Роберта Борбье (Robert Bourbeau) и Анри Девуа (Henri Devaux).

## Конструкция
Первый автомобиль этой серии создан в 1910 году. Борбье не пошёл по пути уменьшения в размерах существовавших на тот момент концепций автомобилей, а выбрал путь применения главным образом мотоциклетных решений в конструкции, что сделало его одним из первых в совершенно новом классе автомобилей — «циклокаров». Маленькая и лёгкая двухместная машина отличалась тем, что водитель и пассажир сидели друг за другом, по схеме «тандем», причём водитель находился сзади. На первых экземплярах применялись одноцилиндровые двигатели Aster, затем одно- или двухцилиндровые V-образные двигатели, производства Bedelia, JA Prestwich Industries или St. Quentin. Трансмиссия клиноременная с приводом на задние колеса, причём выбор передачи осуществлялся перемещением ремня между шкивами различного диаметра. Механизм переключения передач был очень необычен — для выбора передачи водитель перемещал специальным рычагом заднюю ось вперед, ослабляя натяжение ремня, а пассажир другим рычагом переключал ремень между шкивами. Как автомобиль управлялся без пассажира, не уточняется. На более поздних моделях все органы управления были перемещены к водителю, так что он мог управлять самостоятельно.
Передняя ось с пружинной подвеской, поворачивалась целиком вокруг точки подвешивания, рулевое управление — тросовое с бобиной. Задняя подвеска рессорная, тормоза рычажные. Автомобиль оснащался шинами размерности 6,50 х 50.

## Коммерческий успех
Перед Первой мировой войной циклокары Bedelia пользовались спросом, в том числе и в Великобритании. Выпуск машины совпал с «бензиновой войной», в которой столкнулись коммерческие интересы США, Румынии и других стран. У Франции не было собственной нефти, а запасы в Алжире ещё не были известны. В результате французское правительство осложнило жизнь собственной молодой автоиндустрии введением дополнительных налогов на автомобили. Потому был очень своевременным выпуск простой и недорогой машины. Вскоре после начала Первой мировой войны производство было свернуто, а в 1920 году права на конструкцию автомобиля выкупил Monsieur Binet, после чего началось производство обновленной версии в мастерской «Mahieux» в городе Леваллуа-Перре на Сене. Была изменена конструкция кузова, так, что два пассажира могли сидеть рядом друг с другом, по-прежнему, перед водителем, а также была применена трёхскоростная коробка передач. Однако, автомобиль уже не выдерживал конкуренции, в особенности, со стороны машин с карданным приводом колес, и в 1925 году производство было свёрнуто окончательно. По разным данным, было произведено от 2 до 3 тысяч автомобилей.

## Модификации
С началом войны предполагалось использовать автомобиль как санитарный (носилки располагались поверх моторного отсека и сиденья пассажира), и пулеметный — в данном случае, место переднего пассажира было оборудовано под огневую точку.

## Участие в спортивных соревнованиях
Автомобили Bedelia успешно выступали в различных соревнованиях:
- в 1911 и 1912 годах победа в классе «Циклокар» на соревнованиях Meeting du Mans;
- в 1911 и 1912 победа на Course de Val Suzon;
- в 1911 и 1912 победа на Course de Gometz le Châtel;
- в 1912 году на треке в Бруклэнде Bedelia установил часовой рекорд скорости — 74 км/ч, рекорд на 50 и на 100 миль, а наивысшая скорость составила 104 км/ч[3];
- в 1912 году заняла первое место в гонках Tour de France в категории «Циклокар»[3];
- в 1912 году — первое и второе места в Gran Prix de France;
- первые места в Course de Gaillon в 1911, 1912 и 1913 гг[3];
- в 1912 и 1913 победа на Circuit de Paris;
- в 1913 второе место на соревнованиях Cyclecar Grand Prix в Амьене. Первое место занял циклокар Morgan[2];
- в 1913 первое и второе места в Course Paris-Le Havre;
- в 1913 победа в Course Paris-Nice.

В общей сложности, автомобили одержали 29 побед и установили несколько мировых рекордов.

## В сувенирной и игровой индустрии
- Модель в масштабе 1/43 была выпущена в Италии фирмой Brumm[3].